# Санта Кроче (Бергамо)
Санта Кроче је насеље у Италији у округу Бергамо, региону Ломбардија.
Према процени из 2011. у насељу је живело 433 становника. Насеље се налази на надморској висини од 762 м.